# Премия «Грэмми» за лучшее видео года
«Грэмми» в номинации «Лучшее видео года» присуждалась в 1982 и 1983 годах. Ежегодно Национальная академия искусства и науки звукозаписи США выбирала несколько претендентов за «художественные достижения, техническое мастерство и значительный вклад в развитие звукозаписи без учёта продаж альбома (сингла) и его позиции в чартах».
Впервые присуждённая в 1982 году Майклу Несмиту за видеопроект Elephant Parts, награда вручалась за качественные «видеокассеты или диски в любом формате, созданные специально для рынка домашнего видео». В 1983 году австралийская певица Оливия Ньютон-Джон за видеоальбом Olivia Physical. Начиная с 26-й церемонии вручения премии «Грэмми», категория «Видео года» была заменена номинациями «Лучшее видео», «Лучшее короткое видео» и «Лучший видеоальбом» (теперь известные как «Лучшее музыкальное видео» и «Лучший музыкальный фильм соответственно»).
В 1984 году эта категория была упразднена, в связи с появлением идентичной тематической награды MTV Video Music Awards, и заменена номинациями: «Лучшее видео», «Лучшее короткое видео» и «Лучший видеоальбом». В результате изменения критериев «Грэмми», в 1988 и 1989 годах вручались две награды — за «Лучшее исполнение в музыкальном видео» и «Лучшую концепцию в музыкальном видео». В 1990 году Академия вернулась к прежнему формату, сейчас эти номинации известны как «Лучшее короткометражное музыкальное видео» и «Лучшее длинное музыкальное видео».

## Лауреаты
| Год                               | Название                                                      | Исполнитель |
| --------------------------------- | ------------------------------------------------------------- | ----------- |
| 1982                              |                                                               |             |
| Elephant Parts                    | Майкл Несмит                                                  |             |
| Eat to the Beat                   | Blondie; продюсер Джон Диаз; режиссёр Энди Морахэн            |             |
| The First National Kidisc         | Брюс Сет Грин                                                 |             |
| One Night Stand: A Keyboard Event | Юби Блейк                                                     |             |
| 1983                              |                                                               |             |
| Olivia Physical                   | Оливия Ньютон-Джон                                            |             |
| Fun and Games                     | Различные исполнители; продюсер Маргарет Мёрфи                |             |
| The Tales of Hoffman              | Королевская опера; дирижёр Жорж Претр, солист Пласидо Доминго |             |
| The Tubes Video                   | The Tubes; режиссёр Рассел Малкэхи                            |             |
| Visions: Elton John               | Элтон Джон; режиссёр Рассел Малкэхи                           |             |

На 24-й церемонии «Грэмми» (1982) в категории «Лучшее видео года» на соискание награды выдвигались: пианист Юби Блейк за One Night Stand: A Keyboard Event, группа Blondie за «Eat to the Beat», телережиссер Брюс Сет Грин за интерактивную видеоколлекцию головоломок и игр, известную как The First National Kidisc, и бывший участник The Monkees Майкл Несмит, за часовой видеопроект Elephant Parts (также известный как Michael Nesmith in Elephant Parts). One Night Stand: A Keyboard Event представляла собой запись джазовой программы, презентуемой как «вечер звёзд» в Карнеги-холле, при участии Кенни Бэррона, Артура Блайта, Джорджа Дюка, Херби Хэнкока, Роланда Ханна, Бобби Хатчерсона и ещё десяти музыкантов. Концерт американской нью-вейв-группы Blondie, Blondie Eat to the Beat, выпускался для продвижения одноимённой музыкальной пластинки 1979 года. В свою очередь, The First National Kidisc являлся одним из первых интерактивных образовательных видеодисков, который содержал различные головоломки предназначенные для детей. Материал включал от пяти до десяти часов интерактивного контента в 30-минутном видео, при помощи двух звуковых дорожек, стоп-кадра, замедленного воспроизведения и других техник. Среди особенностей видео были: образовательный контент, потешки, музыкальные номера и различные весёлые шарады.
Награда досталась Несмиту, который известен как создатель одной из первых компаний по распространению телевизионных программ и фильмов в формате домашнего видео, а также изобретением телевизионного формата музыкального видео, который в конечном счёте стал предтечей телеканала MTV. В 1976 году Несмит выпустил видеоклип на свою песню «Rio», а затем включил его в «монтаж состоящий из музыки и приколов» под названием Elephant Parts, релиз которого состоялся силами недавно созданной компании Pacific Arts Video Records. В 1985 году проект Elephant Parts был адаптирован под телесериальный формат из семи эпизодов, выпущенный на канале NBC под названием Michael Nesmith in Television Parts.
Номинантами на 25-й церемонии премии «Грэмми» (1989) в этой категории были: Элтон Джон за Visions: Elton John, Оливия Ньютон-Джон за Olivia Physical, рок-группа The Tubes за The Tubes Video, запись оперы Жака Оффенбаха The Tales of Hoffman в исполнении оркестра Королевской оперы под управлением дирижёра Жоржа Претра с солирующим Пласидо Доминго, а также интерактивный видеодиск для детей Fun and Games в исполнение различных артистов эстрады (выпущенный продюсером Маргарет Мёрфи). Режиссёром Visions: Elton John и The Tubes Video является Рассел Малкэхи. Первый проект представлял собой сборник «художественных» видеоклипов на все песни из альбома The Fox (1981) Элтона Джона. Второй — коллекцию видеоклипов преимущественно на треки, появившиеся на пластинке The Tubes The Completion Backward Principle (1981). В итоге, обладательницей награды стала певица Ньютон-Джон (на тот момент это была её четвёртая «Грэмми»). Выпущенный через несколько лет после её роли в фильме «Бриолин» (1978), видеогид с уроками по аэробике содержал песни из её альбома Physical 1981 года. Как и сам лонгплей, он был наполнен сексуальными намёками и достаточно провокационным контентом, чем вызвал полемику и споры, как среди музыкальных экспертов, так и среди простой аудитории.